# Çakırtaş, Pasinler
Çakırtaş là một xã thuộc huyện Pasinler, tỉnh Erzurum, Thổ Nhĩ Kỳ. Dân số thời điểm năm 2011 là 519 người.